# Mare Anguis
Il mare Anguis ("mare del Serpente", in latino) è un mare lunare situato sul lato del satellite sempre rivolto verso la Terra. Si situa all'interno del bacino del Crisium ed è parte del Sistema nettariano; la sua formazione risale effettivamente al periodo nettariano. La sua colorazione scura, all'origine della denominazione di "mare", è probabilmente dovuta alla presenza di basalti di origine vulcanica.